# Humanismo

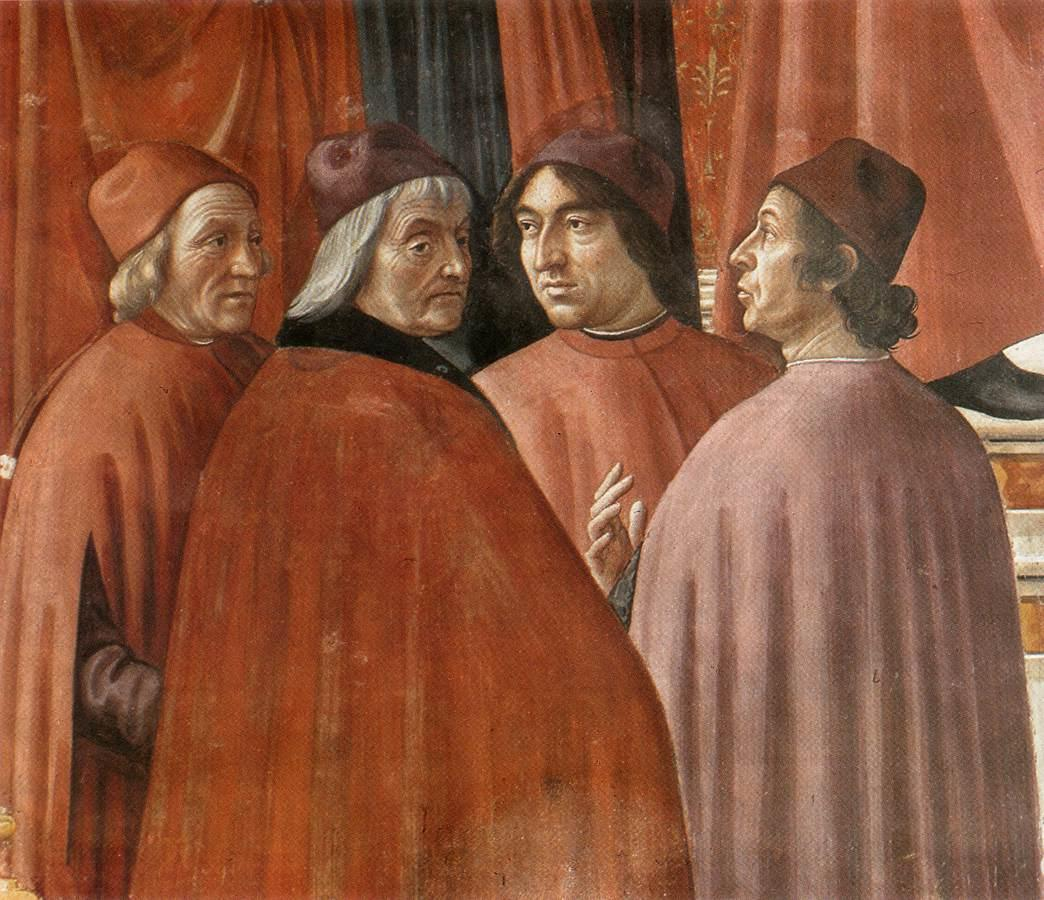
Cuatro filósofos humanistas beneficiados por el mecenazgo de los Médicis: Marsilio Ficino, Cristoforo Landino, Angelo Poliziano y Demetrio Calcocondilas. Detalle del fresco Zacarías en el templo, de Domenico Ghirlandaio, en Santa Maria Novella (Florencia), 1486-1490.

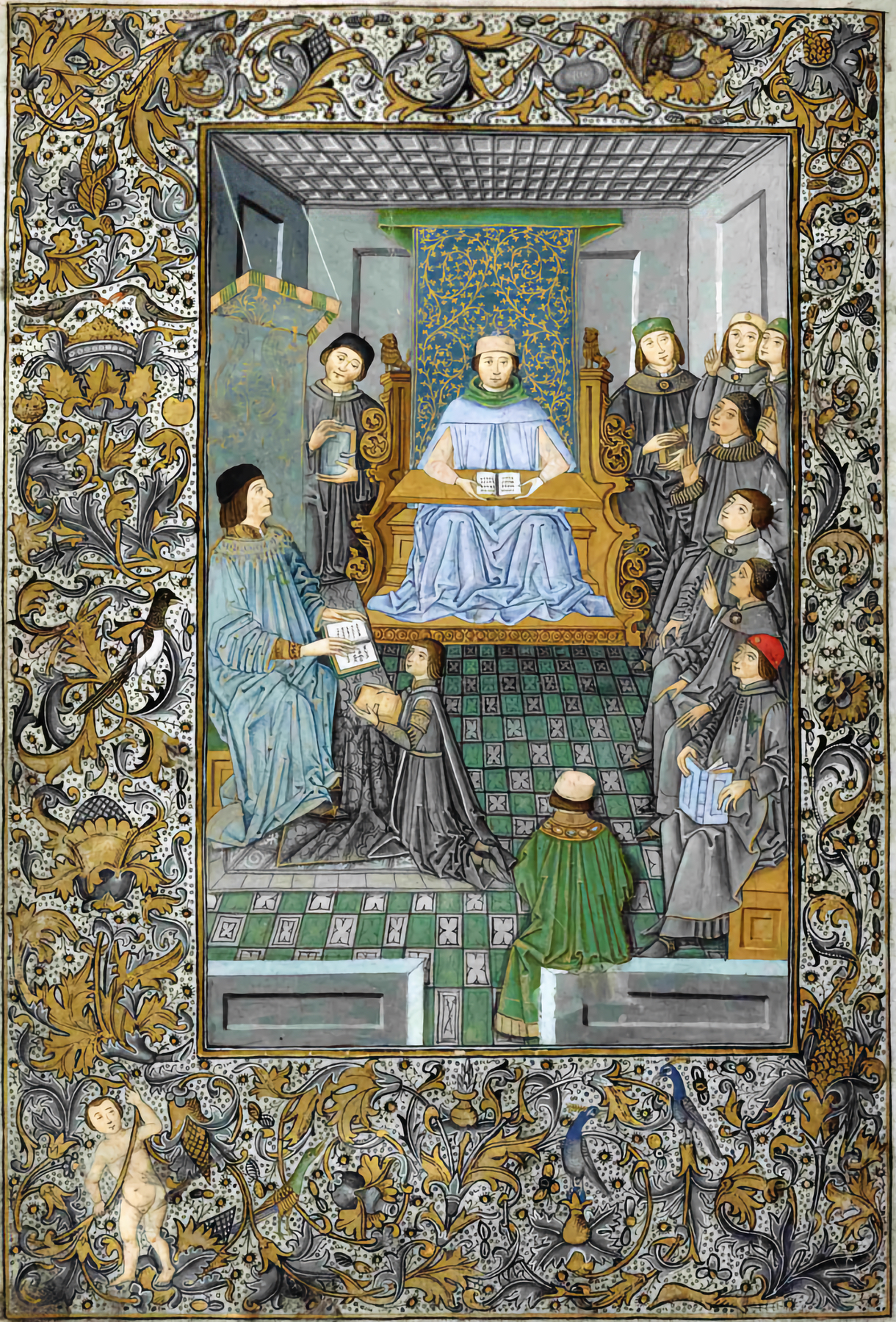
Antonio de Nebrija impartiendo una clase de gramática. Es una de las principales figuras del humanismo español.

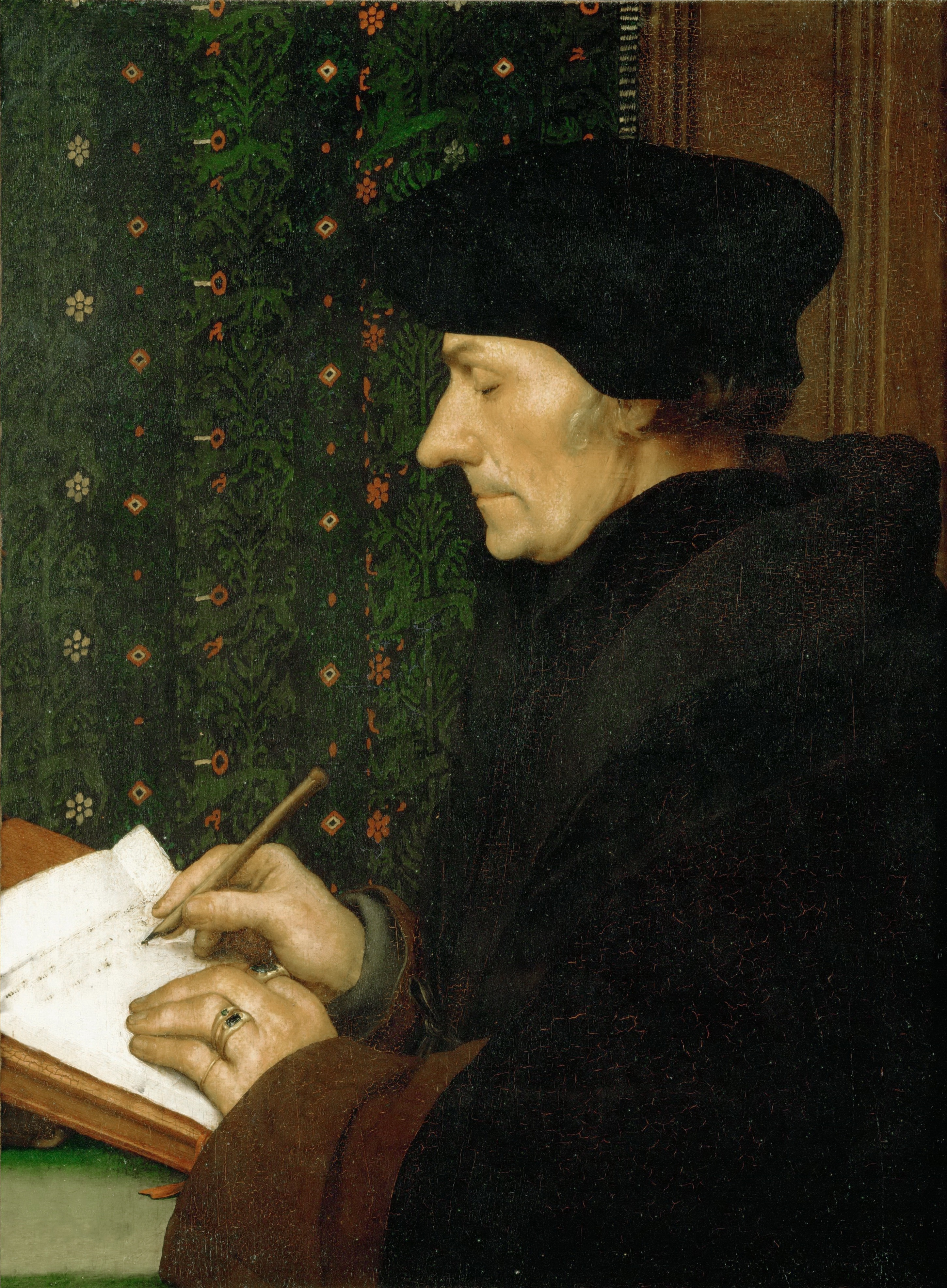
Retrato de Erasmo de Róterdam, por Hans Holbein el Joven, 1523.

Humanismo es un concepto polisémico que se aplica tanto al estudio de las letras humanas, los estudios clásicos y la filología grecorromana como a una genérica doctrina o actitud vital que concibe de forma integrada los valores humanos. Por otro lado, también se denomina humanismo al «sistema de creencias centrado en el principio de que las necesidades de la sensibilidad y de la inteligencia humana pueden satisfacerse sin tener que aceptar la existencia de Dios y la predicación de las religiones», lo que se aproxima al laicismo o a posturas secularistas. Se aplica como denominación a distintas corrientes filosóficas, aunque de forma particular, al humanismo renacentista, la corriente cultural europea cuyos orígenes se encuentran en Italia en el siglo XV, principalmente en torno a la Toscana, y que se desarrolló en el Renacimiento. Con un renovado interés por la civilización greco-romana, los intelectuales de la época mostraron un vivo afán de conocimiento (filológico especialmente), caracterizado por su antropocentrismo frente al teocentrismo medieval.
El término alemán Humanismus fue acuñado en 1808 por el teólogo alemán Friedrich Immanuel Niethammer para referirse a las enseñanzas medias, centradas en el estudio de los clásicos griegos y latinos. Partía del término humanistae, de uso común ya en el siglo XV y originado en la jerga estudiantil de las universidades italianas para referirse a los profesores de humanidades o studia humanitatis. En su origen, el humanismo no era un sistema filosófico, sino un programa educativo y literario, pero al dar nueva vida a los sistemas filosóficos clásicos griegos y latinos incorporaba importantes nociones filosóficas de orden diverso y más bien ecléctico, coincidentes únicamente en dar valor al hombre y al estudio de las humanidades.
Considerando que el hombre está en posesión de capacidades intelectuales potencialmente ilimitadas, los humanistas consideraban la búsqueda del saber y el dominio de diversas disciplinas como condición necesaria para el buen uso de estas facultades. Defendían, así, la extensión y expresión en lengua vulgar de todos los saberes, incluidos los religiosos; la palabra divina debía hacerse accesible a cualquier persona, fueran cuales fueran sus orígenes o su lengua, lo que se concretó en las traducciones de la Biblia hechas por humanistas, como la de Jacques Lefèvre d'Étaples al francés en 1523.
Entendido así, el humanismo trata de exponer y difundir con mayor claridad el patrimonio cultural. El individuo, correctamente instruido, permanece libre y plenamente responsable de sus actos en la creencia de su capacidad de elección. Las nociones de libertad o de libre albedrío, de tolerancia, de independencia, de apertura y de curiosidad son indisociables de la teoría humanista clásica.
Por extensión, se llama «humanista» a todo pensamiento que pone en el primer plano de sus preocupaciones el desarrollo de las cualidades esenciales del ser humano. Así, Paul Oskar Kristeller advierte que el término, asociado en el pasado con el Renacimiento,

en tiempos recientes ha venido a ser causa de mucha confusión filosófica e histórica. En el discurso de hoy día, casi cualquier clase de interés por los valores humanos recibe el calificativo de «humanista» y, en consecuencia, una enorme variedad de pensadores —religiosos o antirreligiosos, científicos o anticientíficos— se siente con derecho a lo que se ha vuelto un marbete de alabo bastante vago.

Con relación a esta dificultad inherente a la definición de humanismo se ha dicho:

El término humanismo es un concepto huidizo, algo que, paradójicamente, probablemente se deba al hecho de disponer de una infinidad de “asideros” por los cuales tomarlo. En definitiva, es un término con una gran diversidad y nebulosidad semántica.
Maestro Cano, Ignacio C.

Una extensa categoría de doctrinas filosóficas en torno a la ética afirman la dignidad y el valor de todos los individuos, basándose en su capacidad para discernir lo bueno de lo malo, el bien y el mal, haciendo únicamente uso de cualidades humanas universales, en particular la racionalidad. El humanismo implica un compromiso con la búsqueda de la verdad y de la moralidad por medios humanos, en particular las ciencias, solidariamente con toda la humanidad. Al poner el acento en la capacidad de autodeterminarse del individuo, el humanismo rechaza la validez de las justificaciones trascendentes, por considerarlas dependientes de lo sobrenatural y de las creencias, tales algunos textos presentados como de origen divino. Los humanistas desarrollan una moral universal basada en la identidad de la condición humana.
El humanismo es, en resumen, un componente de una gran variedad de sistemas filosóficos más específicos y de varias escuelas de pensamiento religioso. Mucho antes de ser ampliamente empleado en términos políticos, el humanismo es un concepto propio de la historia de la filosofía, renovada con el Renacimiento, asociado en particular con el movimiento representado por Erasmo, Michel de Montaigne o incluso por Guillaume Budé, a quienes corresponde el honor de haberse interesado a la vez por la literatura de la antigüedad grecolatina y la reflexión personal.
La defensa de los principios humanistas alcanzaría, posteriormente, su culminación en las ideas de la Ilustración, desde donde se incorporarán más tarde a los programas políticos de los Estados Unidos y la Revolución francesa. Estos inspirarán, a su vez, las constituciones de los Estados democráticos modernos, adoptando dichas democracias el humanismo como fundamento filosófico.

## Humanismo renacentista
El humanismo renacentista fue una actividad de reforma cultural y educativa ejercida por rectores, coleccionistas de libros, educadores y escritores civiles y eclesiásticos, que a finales del siglo XV comenzaron a ser llamados, en italiano, umanisti (humanistas). Se desarrolló durante el siglo XV y principios del XVI y fue una respuesta a la educación universitaria escolástica, que entonces era dominada por la filosofía y lógica aristotélica. La escolástica se centró en la preparación de los hombres para ser médicos, abogados o teólogos profesionales y se les enseñaba mediante libros de texto aprobados sobre lógica, filosofía natural, medicina, derecho y teología. Hubo importantes centros de humanismo en Florencia, Nápoles, Roma, Venecia, Mantua, Ferrara y Urbino.
Los humanistas reaccionaron en contra de este enfoque utilitario y la pedantería estrechamente asociada a él. Se trató de crear una ciudadanía (con frecuencia incluidas las mujeres) capaz de hablar y escribir con elocuencia y claridad y por lo tanto capaz de participar de la vida cívica de sus comunidades y persuadir a otros a acciones virtuosas y prudentes. Esto se lograría a través del estudio de las "humanidades" (studia humanitatis): gramática, retórica, historia, poesía y filosofía moral.  --> Como un programa para revivir el legado cultural (especialmente el literario) y la filosofía moral de la antigüedad clásica, el humanismo fue una forma de cultura ubicua y no el programa de unos pocos genios aislados como Rabelais o Erasmo como todavía se cree popularmente.

## Humanismo secular

El Humano feliz (Happy Human) es un icono que se ha adoptado como símbolo internacional del humanismo secular.

El humanismo secular es una completa filosofía de la vida o visión del mundo que abarca la razón humana, el naturalismo metafísico, la moralidad altruista y la justicia distributiva y rechaza las afirmaciones sobrenaturales, la fe y religiosidad teístas, la pseudociencia y la superstición.   A veces se denomina Humanismo (con mayúscula y sin adjetivo).
La Unión Internacional Humanista y Ética (IHEU) es la unión mundial de 117 organizaciones humanistas, racionalistas, arreligiosas, ateas, brights, seculares, Cultura Ética y librepensadoras en 38 países. El símbolo oficial de la IHEU es el "Humano feliz" , además de ser considerado un símbolo universalmente reconocido del humanismo secular.
De acuerdo con el estatuto 5.1 de la IHEU:

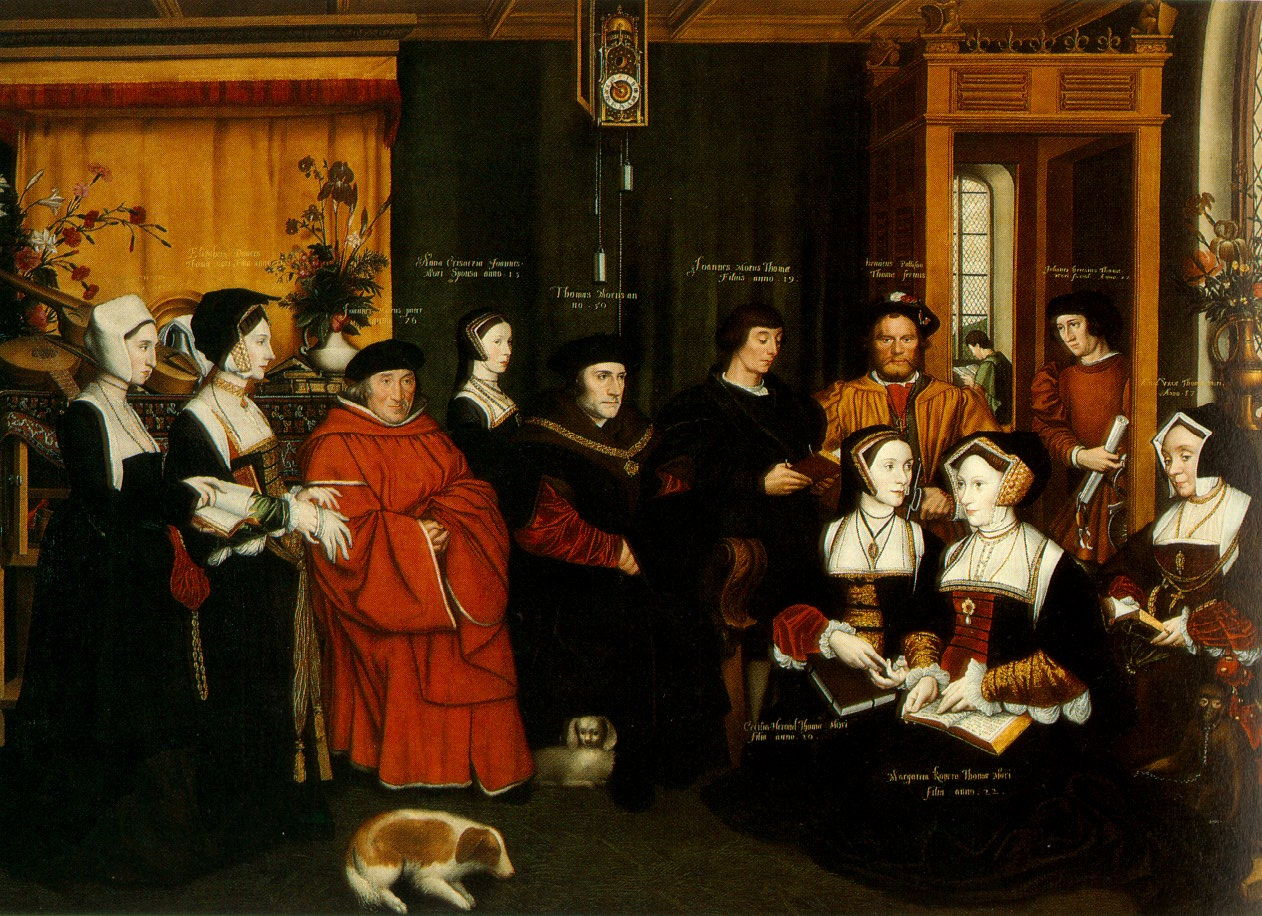
Tomás Moro y su familia, copia de Rowland Lockey de un original desaparecido de Hans Holbein el Joven, ca. 1527.

El humanismo es una filosofía de la vida democrática y ética, que afirma que los seres humanos tienen el derecho y la responsabilidad de dar sentido y forma a sus propias vidas. Es sinónimo de la construcción de una sociedad más humana a través de una ética basada en valores humanos y otros valores naturales en el espíritu de la razón y la libre investigación a través de las capacidades humanas. No es teísta y no acepta opiniones sobrenaturales de la realidad.

## Humanismo religioso
El humanismo religioso es una integración de la filosofía ética humanista con rituales y creencias religiosas que se centran en necesidades, intereses y habilidades humanas. Aunque los practicantes del humanismo religioso no se organizaron oficialmente bajo el nombre de "humanismo" hasta finales de los siglos XIX y XX, la unión de las religiones no teístas con la filosofía ética centrada en el ser humano tiene una larga historia. El Culto a la Razón (en francés: Culte de la Raison) fue una religión basada en el deísmo ideado durante la Revolución francesa (1789-1799) por Jacques Hébert, Pierre Gaspard Chaumette y sus seguidores. En 1793, la catedral de Notre Dame de París se convirtió en un "Templo de la Razón" y durante un tiempo la Dama de la Libertad sustituyó a la Virgen María en varios altares. 
En la década de 1850, Auguste Comte, el padre de la sociología, fundó el positivismo, una "religión de humanidad". Uno de los primeros precursores de las organizaciones contemporáneas oficialmente humanistas fue la Asociación Religiosa Humanista formada en 1853 en Londres. Este grupo pionero fue organizado democráticamente con la participación de hombres y mujeres en la elección de la directiva y promueve el conocimiento de las ciencias, la filosofía y las artes. El movimiento de Cultura Ética se fundó en 1876. Su fundador Felix Adler, un exmiembro de la Asociación de Libre religiosa, concibió la cultura ética como una nueva religión que retendría el mensaje ético en el corazón de todas las religiones. Cultura Ética era religiosa en el sentido de desempeñar un papel decisivo en la vida de las personas y abordar las cuestiones de interés último.

## Humanismo en elsigloXX
Varios debates acaecidos en el siglo XX se han centrado en torno a la cuestión "¿qué es el humanismo?". En ellos jugaron un papel fundamental pensadores pertenecientes a diversas posiciones filosóficas e incluso teológicas, desde el cristianismo (Werner Jaeger, Jacques Maritain), el marxismo (Ponce, Erich Fromm, Rodolfo Mondolfo), el existencialismo (Jean Paul Sartre; Martin Heidegger) y la fenomenología (Luypen). En este sentido, R. Rodríguez-González afirma lo siguiente:

A pesar de la variedad en el marco teórico, es posible discernir rasgos comunes para todos los humanismos teniendo en cuenta los principios teóricos que establecen niveles de relación entre las proposiciones y la orientación de sus valores a favor del ser humano.
Reynier Rodríguez González